# Kiyoharu Kondō
Kiyoharu Kondō (近藤清春?; fl. XVIII secolo) è stato un pittore e incisore giapponese, rappresentante del genere ukiyo-e.

## Biografia

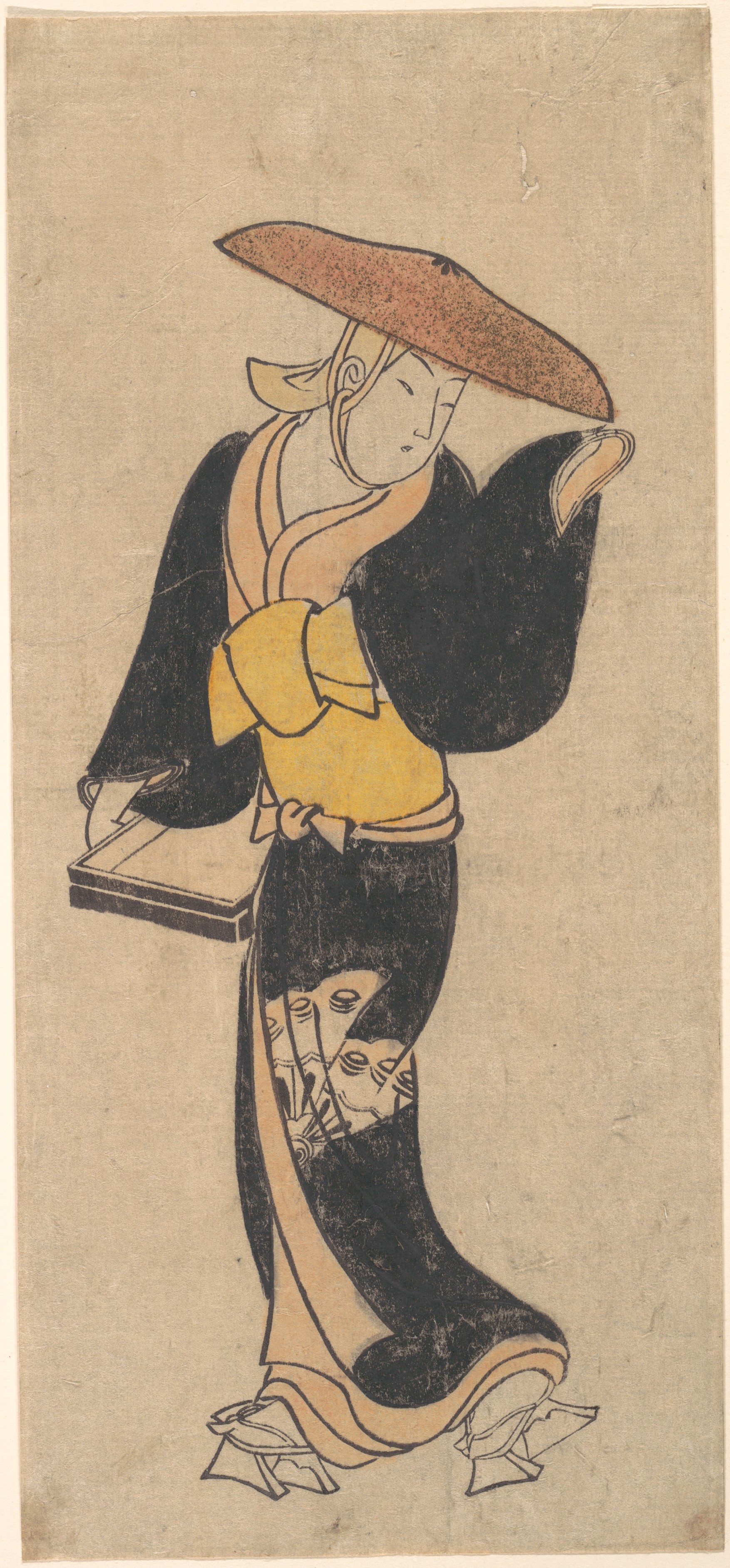
"L'attore Sanjō Kantarō vestito come un monaco buddista itinerante", circa 1715

Conosciuto anche come Sukegorō, viene da alcuni studiosi, come Julius Kurth, indicato come nato prima del 1690 e quindi attivo nei primi anni del XVIII secolo, ma secondo quanto riportato nelle note biografiche dell'artista sull'esterno di un kakemono conservato presso il museo d'arte orientale Edoardo Chiossone di Genova, viene attestato il suo periodo di attività tra il 1711 ed il 1736. Lo stesso kakemono, che risulterebbe però un falso contraffatto, lo attesta come allievo di Torii Kiyonobu I. Le sue figure femminili erano meno accurate rispetto a quelle della scuola Torii anche se più semplici e meno convenzionali.
La sua attività lo vide impegnato soprattutto come illustratore di libri, drammi, romanzi, guide dello Yoshiwara, comici e per bambini.